# 世界秩序
世界秩序（）とは、世界に発生する諸問題が一定のルールや手続きによって解決ないし処理されているとみなすことができる場合のルールや手続き、あるいはまた、そのようにして得られた世界の安定した状態のこと。

## 近代以前の世界秩序
中世ヨーロッパ世界は、社会的、地理的には分散していながらも、カトリック教会や神聖ローマ帝国、そしてラテン語という普遍性によって結びついており、東アジア世界においては冊封体制、イスラーム世界においては「イスラームの家」とよばれる緩やかな結びつきが世界秩序となっていた。

## 近代の世界秩序
ヨーロッパ近代に成立した主権国家体制において、それぞれの主権国家が至上の価値としてきたのは、自国の利益（ナショナル・インタレスト）を最大限に獲得するということであった。したがって、その場合における世界秩序とは、各国家が自国の利益を追求した結果もたらされた、構想なき均衡状態にすぎなかった。しかし、これは二度の世界大戦を防ぐことができず、主権国家間の格差を縮めることも不首尾に終わった。

## 南北問題と地球環境問題
第二次世界大戦後の国際政治および国際経済の流れ、冷戦体制とIMF（国際通貨基金）体制の成立によってはじまった。そのなかで登場した南北問題は、戦後史における一大潮流をかたちづくってきた。

## 新しい世界秩序の模索
「貿易論のキング」と異名を持つインド出身の経済学者ジャグディーシュ・バグワティーは、1970年代に『経済学と世界秩序――世界秩序モデルの構想』を著わし、自由貿易を提唱し、グローバリゼーション擁護の論を張っている。
いっぽう、リチャード・フォークは、1980年代よりメンドロヴィッツ（Saul H. Mendlovitz）とともに「世界秩序モデル・プロジェクト（WOMP）」の創設にかかわり、公正な世界秩序の在り方を探求している。